# Larc Cove
Die Larc Cove ist eine kleine, geschützte Bucht im Südosten von McDonald Island im südlichen Indischen Ozean. Sie liegt am Kopfende der Williams Bay.
Teilnehmern einer 1980 durchgeführten Kampagne der Australian National Antarctic Research Expeditions gelang hier die erstmalige seegebundene Anlandung auf die Insel mittels eines LARC-Amphibienfahrzeugs. Dieses Ereignis verlieh der Bucht ihren Namen.